# Gibson (Carolina do Norte)
Gibson é uma cidade  localizada no estado norte-americano de Carolina do Norte, no Condado de Scotland.

## Demografia
Segundo o censo norte-americano de 2000, a sua população era de 584 habitantes.
Em 2006, foi estimada uma população de 570, um decréscimo de 14 (-2.4%).

## Geografia
De acordo com o United States Census Bureau tem uma área de
2,5 km², dos quais 2,5 km² cobertos por terra e 0,0 km² cobertos por água. Gibson localiza-se a aproximadamente 73 m acima do nível do mar.

## Localidades na vizinhança
O diagrama seguinte representa as localidades num raio de 20 km ao redor de Gibson.